# Letterkenny
Letterkenny (irisch Leitir Ceanainn) ist mit 22.549 Einwohnern (Agglomeration, Stand 2022) die größte Stadt im irischen County Donegal. Der Name ist eine Anglisierung der irischen Aussprache; übersetzt bedeutet er „Berghang der Cannon Familie“.

## Geographie
Letterkenny liegt im äußersten Nordwesten der Republik Irland am River Swilly, der wenige Kilometer flussabwärts in den Lough Swilly übergeht und nach etwa 40 km in den Atlantik mündet. Die Stadt liegt 50 Kilometer nordöstlich der Stadt Donegal und 30 Kilometer westlich der nordirischen Stadt Derry.

## Geschichte
Die heutige Stadt Letterkenny geht auf einen Marktort zurück, der zu Beginn des 17. Jahrhunderts während der Kolonisierung von Ulster gegründet wurde. Er könnte an der Stelle einer früheren gälischen Siedlung angelegt worden sein. Hier war der erste Übergang über den River Swilly. In der jüngeren Vergangenheit war Letterkenny eine überwiegend landwirtschaftlich geprägte Stadt, umgeben von extensiven Rinder- und Schafweiden auf dem damals unbebautem Hügelland. Zu der Zeit war das nur drei Kilometer entfernte Conwall das geistliche und Seehafen-Zentrum. Die Wasser des Atlantiks hatten sich noch nicht aus dem Becken des River Swilly zurückgezogen. Dessen Ästuar zog sich damals noch fast bis New Mills, wovon man Zeugnisse in den Schwemmsandgebieten zwischen Oldtown und der Port Road findet.
Rory O’Cannon, das letzte Oberhaupt des O’Cannon-Clans, wurde 1248 ermordet. Godfrey O’Donnell folgte Rory O’Cannon als König von Tír Chonaill. Er bekämpfte den Normannen Maurice FitzGerald, 2. Lord of Offaly, 1257 in der Schlacht von Credan im Norden des heutigen County Sligo, in der beide schwer verwundet wurden. FitzGerald starb bald darauf. Godfrey (ebenfalls tödlich verwundet) zog sich zu einem Crannóg im Lough Beag (Gartan Lake) zurück. O’Neill of Tyrone wollte aus Godfreys tödlicher Verwundung Vorteil ziehen und verlangte Unterwerfung, Geiseln und Unterpfande von den Cenél Chonaill, da sie kein starkes Oberhaupt mehr hatten. Godfrey sammelte seine Streitkräfte und führte sie selbst, obwohl er auf einer Bahre getragen werden musste. O’Neill und seine Männer wurden 1258 am River Swilly vollständig besiegt. Godfrey starb nach der Schlacht, als er durch die Stadt getragen wurde. Er wurde auf dem Conwaller Friedhof begraben. Eine kreuzförmige Sargplatte zeigt heute sein Grab an.
Der Rückzug der Wasser des Atlantiks ostwärts ermöglichte Fortschritt und mit dem Bau von Brücken etc. begann die Stadt Letterkenny ihre heutige Form anzunehmen. Infolge der Kolonisierung von Ulster, die um 1609 begann, als dem Schotten Patrick Crawford ein 4 km² großes Gelände zugesprochen wurde, bildete sich die kompakte Siedlung.
Die Ehre der formellen Gründung der Siedlung fiel Sir George Marbury zu, der Patrick Crawfords Witwe heiratete – Crawford war während einer Reise in die schottische Heimat plötzlich verstorben. Ursprünglich gab es möglicherweise 50 einfache Behausungen an der Stelle, wo sich heute die Altstadt (Oldtown) befindet.
Die wichtigsten Straßen (die heute unter Verkehrsstaus leiden), waren einfache Ponywege, die von den Bergbauern verwendet wurden, um zu den Märkten zu gelangen. Die Märkte – begründet von Patrick Crawford mit nur ein paar Tieren – wuchsen in der jüngeren Vergangenheit zu sehr geschäftigen Handelszentren, was sie heute nicht mehr sind.
Ein altes Schloss stand in der Nähe der heutigen Kathedrale St. Eunan und St. Columba. Letterkenny Castle, erbaut 1625, befand sich südlich des Mount Southwell an der Castle Street. Der Gesetzlose Redmont O’Hanlon fand hier 1690 Zuflucht. Heute gibt es keine Überreste des Schlosses mehr.
Während der Irischen Rebellion von 1798, am 12. Oktober, versuchte eine französische Streitmacht, bestehend aus 3.000 Mann, einschließlich Theobald Wolfe Tone im County Donegal nahe Lough Swilly zu landen. Sie wurde von starken Kräften der Royal Navy abgefangen und schließlich, nach einer dreistündigen Schlacht, geschlagen, ohne einen Fuß auf irischen Boden gesetzt zu haben. Theobald W. Tone wurde im Laird’s Hotel (gegenüber vom Marktplatz) in der Letterkennyer Main Street gefangen genommen und festgesetzt, bevor er ins nahegelegene Londonderryer Gefängnis Derry Gaol gebracht wurde. Er wurde später in Dublin vor ein Kriegsgericht gestellt und für schuldig befunden. Er starb im Gefängnis durch Suizid.

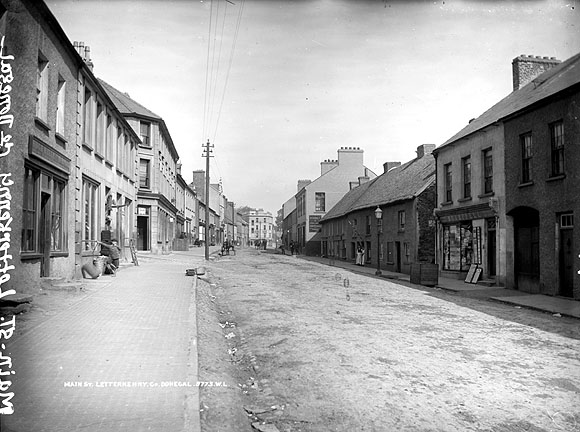
Main Street, ca. 1880–1900

1824, in der ersten Beschreibung von Letterkenny als moderne Stadt, wurde sie so beschrieben: „Innerhalb einer halben Meile ist der Hafen von Ballyraine, zu dem Schiffe von 100 Tonnen Eisen, Salz und Kolonialwaren bringen, während sie Häute und Butter exportieren.“ Nichts davon ist heute übrig, außer den Warenhäusern als Beispiel der Warenhausarchitektur des 19. Jahrhunderts.

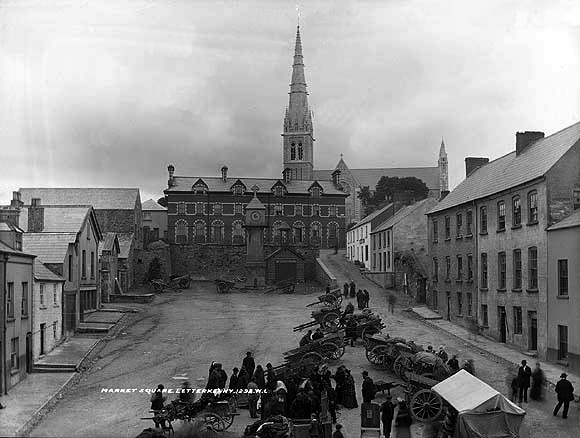
Der Marktplatz um 1900

Im Jahr 1901 wurde die neue römisch-katholische Kathedrale St. Eunan und St. Columba geweiht und damit auch der Sitz des Bistums Raphoe hier neu errichtet. Das Bistum – im 6. Jahrhundert gegründet – behielt allerdings seinen Namen nach der ursprünglichen Bischofsstadt Raphoe.
Letterkenny erhielt das Stadtrecht in den frühen 1920er Jahren nach der Teilung Irlands. Als das Irische Pfund im County Donegal 1928 das Britische Pfund Sterling ersetzte, eröffneten viele irische Banken, die zuvor in Derry (im neuen Nordirland) ihren Sitz hatten, Niederlassungen in Letterkenny.
Im Jahr 2008 war Letterkenny für Irland der Gewinner der Goldmedaille in der Kategorie Stadt in dem prestigeträchtigen europäischen Wettbewerb „Entente Florale Europe“.

## Verkehr
Letterkenny ist auch eine der größten Busstationen im County Donegal. Von hier aus kann man direkt in die Hauptstadt reisen oder mit kleineren Busunternehmen in die umliegenden Ortschaften gelangen. Die Busstation liegt im Osten der Stadt und wird außer von der großen Buslinie Bus Éireann auch von „Swilly Bus“ angefahren.
Die irische Fernstraße N 13 führt von Letterkenny ins nordirische Londonderry, die N 14 nach Lifford.
Früher war die Stadt an das Schmalspurnetz des County Donegal angeschlossen. Dies erlaubte Verbindungen nach Derry, Lifford, Strabane, Gweedore, Burtonport, und Carndonagh. Das Netz wurde Ende des 19. Jahrhunderts gebaut. Nach der Unabhängigkeit Irlands verlor die Bahn aber durch die neue Grenze rasch an Bedeutung, 1953 wurde sie ganz eingestellt.

## Universität
Das Letterkenny Institute of Technology (kurz: LYIT; Irisch: Institiúid Teicneolaíochta Leitir Ceanainn) war ein technisches Institut. Es schloss sich am  1. April 2022 mit dem Galway-Mayo Institute of Technology und dem Institute of Technology, Sligo zu Irlands vierter jemals gegründetem Technischen Universität, der Atlantic Technological University, zusammen.

## Bedeutende Gebäude
- St. Eunan’s Cathedral des römisch-katholischen Bistums Raphoe
- St. Eunan’s College
- Workhouse: Stadtmuseum
- St. Conal’s Hospital
- Letterkenny Institute of Technology

## Städtepartnerschaften
Letterkenny unterhält Partnerschaften mit:
- Elizabethtown (Pennsylvania), USA, seit 2002[9]
- Rudolstadt (Thüringen), Deutschland, seit 2018[10][11]

## Töchter und Söhne der Stadt
- Niall Coll (* 1963), römisch-katholischer Geistlicher und Bischof von Ossory
- Niall Blaney (* 1974), Politiker
- Sinéad Lynch (* 1976), Leichtgewichts-Ruderin und Bahnradsportlerin
- Charlie McConalogue (* 1977), Politiker
- Philip Deignan (* 1983), Radrennfahrer
- Brendan Boyce (* 1986), Geher
- Patrick McMillan (* 1991), Skirennläufer
- Rachael Darragh (* 1997), Badmintonspielerin